# Steve Gibson
Steve Gibson .(Liverpool, 1964) Escultor.

## Su obra

### Exposiciones individuales
- 2008 "Tormented Souls" Milán, Contemporáneamente
- 2007 "Distant Voices" Barcelona, Galería MITO
- 2006 "I like the Guy" Toronto, Artcore Gallery
- 2005 "En la piel del pintor" Madrid, Galería Fernando Latorre

### Exposiciones colectivas
- 2008 "La Nueva Iconografía de San Valentín" Terni, Italia
- 2006 "Cap i Cua Colectiva" Barcelona, Galería MITO
- 2006 "El Desnudo", Santa Cruz de Tenerife, Canarias
- 2004 "El Paso del Tren" Valladolid, Museo de la Pasión
- 2004 "Erotomía" Zaragoza, Antiguos Depósitos de Agua
- 2004 "Ketchup y Trompetas" Zaragoza, Anatómico Forense
- 2004 "Peces y Personajes" Zaragoza, Galería Fernando Latorre

### Ferias
- 2008 SWAB Galería MITO, Barcelona
- 2008 Art Madrid , Galería MITO Barcelona
- 2007 Arte Lisboa Lisboa, Galería MITO, Barcelona
- 2007 Art Madrid, Galería MITO, Barcelona
- 2007 Washington International Art Fair EEUU. Artcore Gallery, Toronto
- 2006 Volta. Basel. Artcore Gallery, Toronto
- 2006 Toronto International Art Fair. Canadá, Galería Fernando Latorre
- 2006 The Armony Show. New York. Artcore Gallery, Toronto
- 2006 Toronto International Art Fair. Canadá, Galería Fernando Latorre
- 2005 Valencia.art (feria), Galería Fernando Latorre

## Colecciones
- Cerco XX
- DKV Seguros Barcelona
- MEFIC Museo de Escultura Figurativa Internacional, Murcia
- Ayuntamiento de Valladolid (Área de cultura)
- Fundación Pedro Ferrándiz
- Fundación Ole Faarup. Frederiksberg, Dinamarca